# Samsung Galaxy Tab S10
Samsung Galaxy Tab S10 — это серия планшетов на базе Android, разработанная, произведенная и продаваемая компанией Samsung Electronics, представленная в пресс-релизе 27 сентября 2024 года вместе с Galaxy S24 FE в качестве преемника серии Tab S9. Планшеты были выпущены 3 октября 2024 года.
Это первая итерация серии Galaxy Tab S, которая не включает базовую версию, а предлагает модели Plus (+) и Ultra с диагональю 12,4 и 14,6 дюйма соответственно.

## Технические характеристики

### Экран

#### Galaxy Tab S10+
Galaxy Tab S10+ оснащен 12,4-дюймовым дисплеем Dynamic AMOLED 2X с частотой обновления 120 Гц и разрешением 1752 x 2800 пикселей. Он содержит новое антибликовое покрытие, которое улучшает видимость в солнечную погоду. В остальном дисплей S10+ представляет собой ту же панель, что используется в Galaxy Tab S9+.

#### Galaxy Tab S10 Ultra
Galaxy Tab S10 Ultra, больший из двух планшетов, оснащен 14,6-дюймовым дисплеем Dynamic AMOLED 2X с частотой обновления 120 Гц и разрешением 1848 x 2960 пикселей. Он содержит то же новое антибликовое покрытие, что и S10+. Помимо нового покрытия, это та же панель, что используется в Galaxy Tab S9 Ultra.

### Процессор
Оба планшета используют чипсет MediaTek Dimensity 9300+, 8-ядерный чипсет с 4-нм узлом и графическим процессором Immortalis-G720 MC12. Примечательно, что это первый случай использования Samsung чипсетов MediaTek для своих планшетов серии S, ранее выбирая чипы Snapdragon или Exynos.

### Камеры
Galaxy Tab S10+ и Tab S10 Ultra оснащены широкоугольной основной камерой 13 МП с фокусным расстоянием af/2.0 и диафрагмой 1/3.4. Они поддерживают возможность записи видео 4K в 30fps и 1080p в 30fps.
Оба планшета оснащены сверхширокоугольной фронтальной камерой 12 Мп с углом обзора 120°, а Tab S10 Ultra оснащен дополнительным широкоугольным объективом 12 Мп с углом обзора 26 мм.

### Программное обеспечение
Оба планшета поставляются с Android 14 с оболочкой One UI 6.1.1.